# سیکلید مرواریدی
سیکلید مرواریدی (نام علمی: Geophagus brasiliensis) گونه‌ای از ماهیان از خانواده سیکلیدها است. این گونه بومی جنوب شرقی برزیل (شمال باهیا)، پاراگوئه، اروگوئه و شمال شرقی آرژانتین است، سیکلید مرواریدی در رودخانه‌ها، دریاچه‌ها و تالاب‌های کمی لب‌شور یافت می‌شود. به چندین کشور دور از زیستگاه اصلی خود از جمله ایالات متحده، استرالیا، فیلیپین و تایوان معرفی شده است. این گونه در بین آکواریومی‌ها گونه‌ای محبوب است.

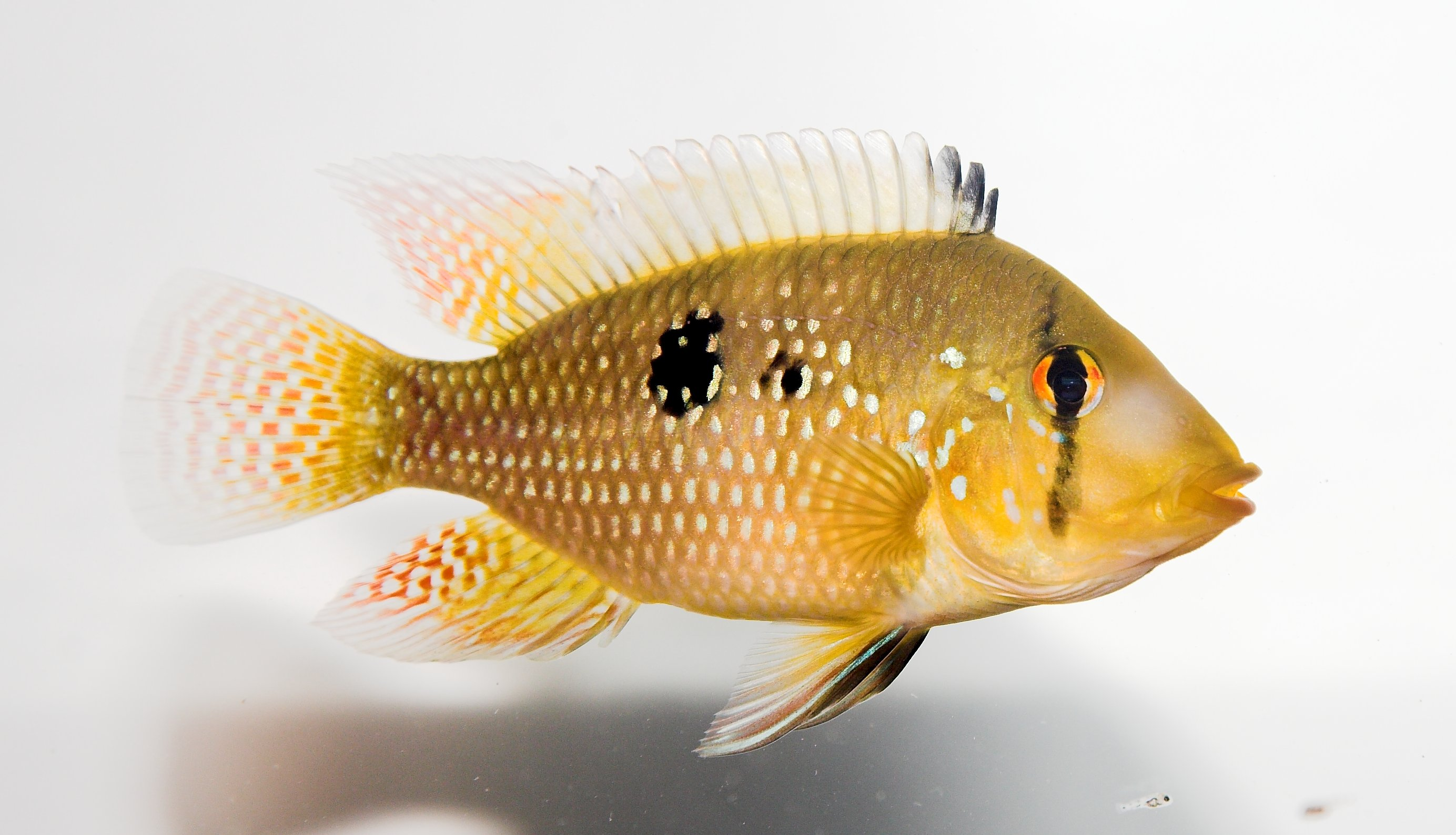
سیکلید مرواریدی نر

## آشنایی با استرالیا
در استرالیا، آن را به حوزه رودهای توید، نیو ساوت ولز، و حوزه رودخانه سوان، استرالیای غربی، که در آن میزان شیرینی و شوری آب ساکن و در طیف گسترده‌ای از pH وجود دارد، رها شده است.